# Nils Ekman (skådespelare)
Nils Otto Hjalmar Ekman, född 27 augusti 1915 i Vasa församling i Göteborg, död 16 januari 1998 i S:t Görans församling i Stockholm, var en svensk skådespelare.
Nils Ekman är gravsatt i minneslunden på Råcksta begravningsplats.

## Filmografi
- 1936 – Stackars miljonärer
- 1936 – Söder om landsvägen
- 1939 – Steg för steg
- 1939 – Adolf i eld och lågor
- 1940 – Alle man på post
- 1940 – Beredskapspojkar
- 1940 – Åh, en så'n advokat
- 1941 – Bara en kvinna (även produktionsassistent)
- 1942 – Morgondagens melodi
- 1942 – Ta hand om Ulla
- 1942 – Farliga vägar
- 1943 – Som du vill ha mej
- 1943 – En fånge har rymt
- 1943 – I brist på bevis
- 1943 – Herre med portfölj
- 1943 – Brödernas kvinna
- 1945 – I som här inträden
- 1945 – Jagad
- 1946 – Stiliga Augusta
- 1946 – När ängarna blommar
- 1946 – Rötägg
- 1947 – Krigsmans erinran
- 1947 – Maria
- 1948 – Lars Hård

## Teater

### Roller
| År   | Roll        | Produktion                        | Regi            | Teater                      |
| ---- | ----------- | --------------------------------- | --------------- | --------------------------- |
| 1938 |             | Kärlek och cirkus Gideon Wahlberg | Gideon Wahlberg | Tantolundens friluftsteater |
| 1939 |             | Luftman & C:o Gideon Wahlberg     |                 | Odeonteatern, Stockholm     |
| 1942 | Axel Brandt | Lille Napoleon Paul Sarauw        | Max Hansen      | Vasateaterns turné          |